# Temporada 1948-49 de los Providence Steamrollers
La Temporada 1948-49 fue la tercera de los Providence Steamrollers en la BAA. La temporada regular acabó con 12 victorias y 48 derrotas, nuevamente el peor balance de toda la liga, ocupando el sexto puesto de la División Este, no logrando clasificarse para los playoffs.

## Temporada regular
| # | División Este           | División Este | División Este | División Este | División Este |
| # | Equipo                  | G             | P             | %             | PD            |
| - | ----------------------- | ------------- | ------------- | ------------- | ------------- |
| 1 | x-Washington Capitols   | 38            | 22            | .633          | –             |
| 2 | x-New York Knicks       | 32            | 28            | .533          | 6             |
| 3 | x-Baltimore Bullets     | 29            | 31            | .483          | 9             |
| 4 | x-Philadelphia Warriors | 28            | 32            | .467          | 10            |
| 5 | Boston Celtics          | 25            | 35            | .417          | 13            |
| 6 | Providence Steamrollers | 12            | 48            | .200          | 26            |

## Estadísticas
| Rk | Jugador            | Edad | P  | PT | MP | TC  | TCI  | %TC  | 3P | 3PI | %3P | TL  | TLI | %TL  | RO | RD | RT | AS  | RB | TAP | BP | FP  | PTS  |
| -- | ------------------ | ---- | -- | -- | -- | --- | ---- | ---- | -- | --- | --- | --- | --- | ---- | -- | -- | -- | --- | -- | --- | -- | --- | ---- |
| 1  | Kenny Sailors      | 27   | 57 |    |    | 5.4 | 15.9 | .341 |    |     |     | 4.9 | 6.4 | .766 |    |    |    | 3.7 |    |     |    | 4.2 | 15.8 |
| 2  | Howie Shannon      | 25   | 55 |    |    | 5.3 | 14.6 | .364 |    |     |     | 2.8 | 3.4 | .804 |    |    |    | 2.3 |    |     |    | 2.8 | 13.4 |
| 3  | Chick Halbert      | 29   | 27 |    |    | 3.8 | 11.4 | .333 |    |     |     | 3.8 | 5.8 | .650 |    |    |    | 1.9 |    |     |    | 2.9 | 11.4 |
| 4  | George Nostrand    | 25   | 33 |    |    | 3.7 | 11.6 | .315 |    |     |     | 2.5 | 4.5 | .550 |    |    |    | 1.7 |    |     |    | 2.7 | 9.8  |
| 5  | Ernie Calverley    | 25   | 59 |    |    | 3.7 | 11.8 | .313 |    |     |     | 2.1 | 2.7 | .756 |    |    |    | 4.3 |    |     |    | 3.1 | 9.4  |
| 6  | Brady Walker       | 27   | 59 |    |    | 3.4 | 9.4  | .363 |    |     |     | 1.5 | 2.6 | .561 |    |    |    | 1.2 |    |     |    | 1.7 | 8.3  |
| 7  | Les Pugh           | 25   | 60 |    |    | 2.8 | 9.3  | .302 |    |     |     | 2.1 | 2.8 | .749 |    |    |    | 1.0 |    |     |    | 2.8 | 7.7  |
| 8  | Carl Meinhold      | 22   | 35 |    |    | 2.4 | 7.7  | .315 |    |     |     | 1.5 | 2.4 | .627 |    |    |    | 1.1 |    |     |    | 1.4 | 6.3  |
| 9  | Mel Riebe          | 32   | 10 |    |    | 2.6 | 8.8  | .295 |    |     |     | 0.9 | 1.7 | .529 |    |    |    | 0.9 |    |     |    | 1.3 | 6.1  |
| 10 | Bob Brown          | 25   | 20 |    |    | 1.9 | 5.6  | .333 |    |     |     | 1.7 | 2.4 | .723 |    |    |    | 0.7 |    |     |    | 3.4 | 5.4  |
| 11 | Buddy O'Grady      | 29   | 17 |    |    | 1.9 | 6.9  | .282 |    |     |     | 0.9 | 1.5 | .600 |    |    |    | 1.5 |    |     |    | 1.2 | 4.8  |
| 12 | Johnny Ezersky     |      | 11 |    |    | 1.5 | 6.6  | .219 |    |     |     | 1.9 | 2.3 | .840 |    |    |    | 1.0 |    |     |    | 1.2 | 4.8  |
| 13 | Otto Schnellbacher | 25   | 23 |    |    | 1.5 | 5.1  | .288 |    |     |     | 1.5 | 2.3 | .630 |    |    |    | 0.8 |    |     |    | 2.1 | 4.4  |
| 14 | Earl Shannon       | 27   | 27 |    |    | 1.2 | 4.3  | .276 |    |     |     | 1.4 | 2.0 | .704 |    |    |    | 1.5 |    |     |    | 1.1 | 3.8  |
| 15 | Andy Tonkovich     | 26   | 17 |    |    | 1.1 | 4.2  | .268 |    |     |     | 0.4 | 0.5 | .667 |    |    |    | 0.6 |    |     |    | 0.7 | 2.6  |
| 16 | Fred Paine         | 23   | 3  |    |    | 1.0 | 6.3  | .158 |    |     |     | 0.3 | 1.7 | .200 |    |    |    | 0.3 |    |     |    | 1.0 | 2.3  |
| 17 | Bob Hubbard        | 26   | 34 |    |    | 0.7 | 4.0  | .185 |    |     |     | 0.6 | 1.0 | .647 |    |    |    | 0.5 |    |     |    | 1.1 | 2.1  |
| 18 | Giff Roux          | 25   | 26 |    |    | 0.7 | 2.8  | .243 |    |     |     | 0.5 | 1.0 | .519 |    |    |    | 0.3 |    |     |    | 0.7 | 1.9  |
| 19 | Lee Robbins        | 26   | 16 |    |    | 0.6 | 1.6  | .360 |    |     |     | 0.7 | 1.1 | .647 |    |    |    | 0.8 |    |     |    | 1.5 | 1.8  |
| 20 | Ben Scharnus       | 31   | 1  |    |    | 0.0 | 1.0  | .000 |    |     |     | 0.0 | 1.0 | .000 |    |    |    | 0.0 |    |     |    | 0.0 | 0.0  |

## Galardones y récords
| Jugador     | Galardón                    |
| Ken Sailors | 2º Mejor quinteto de la BAA |